# Frito-Lay
Frito-Lay, Inc. er en amerikansk producent af chips og snacks og et datterselskab til PepsiCo. De kendes for mærker som Lay's, Fritos, Doritos, Ruffles, Cheetos, Sun Chips, Tostitos, Rold Gold, Funyuns, Walkers, Kurkure, Uncle Chipps og Grandma's.
Frito-Lay begyndte i 1930'erne som "The Frito Company" og "H.W. Lay & Company". I 1961 fusionerede de og blev til "Frito-Lay, Inc". I 1965 fusionerede Frito-Lay, Inc. med Pepsi-Cola Company og blev til PepsiCo.